# Roberto Abraham
Roberto Abraham, né en 1965 à Manille, aux Philippines, est un astronome canadien. Il est professeur d'astronomie à l'Université de Toronto. 

## Biographie
Il a été étudiant en licence (B.Sc.) à l'Université de la Colombie-Britannique et à l'Université d'Oxford (doctorat). Il a mené des travaux post-doctoraux au Dominion Astrophysical Observatory, à l'Institut d'astronomie de l'Université de Cambridge et à l'Observatoire royal de Greenwich.
Il est lauréat du prix E. W. R. Steacie.

## Source
- (en) Cet article est partiellement ou en totalité issu de l’article de Wikipédia en anglais intitulé « Roberto Abraham » (voir la liste des auteurs).